# Secretari General de la CNT
El Secretari General de la CNT és el càrrec principal de la Confederació Nacional del Treball, encara que manca de poder executiu, les seves atribucions es limiten a qüestions tècniques i administratives. S'accedeix al càrrec via elecció en un ple confederal de regionals de la CNT. Paral·lelament es designa la federació local que és a la qual pertany el secretari general escollit com seu. És per aquest motiu que la CNT no compta amb una seu central fixa, sinó que va canviant depenent del lloc de residència del secretari general triat a cada ocasió.
El ple local de la federació local triada com seu es reuneix per a designar la resta de secretaries, que seran: tresorer-comptador, premsa, propaganda i cultura, organització i relacions externes.
El secretari general escollit pel ple confederal de regionals i les secretaries escollides pel ple local de la federació local que és seu formen el Secretariat Permanent del Comitè Confederal (SP CC) de la CNT. La resta del comitè confederal ho formen les secretaries generals de cada regional. El primer secretari general de la CNT, escollit al congrés de constitució de l'organització el 1910, va ser Josep Negre que era secretari general del sindicat català Solidaridad Obrera, embrió de la CNT, i la primera seu va ser Barcelona. No es coneix el nom i durada en el càrrec de tots els secretaris generals de la CNT, ja que durant anys el sindicat va ser una organització clandestina i que va estar subjecta a una forta repressió, pel que en algunes ocasions existeixen diverses versions sostingudes per diferents fonts. A més al no ser un càrrec executiu, el lloc no ha tingut -salvo en certs moments- una excessiva importància. En l'actualitat Fidel Manrique ocupa el càrrec des d'agost de 2007, sent Torrelavega la seu del SP-CN.

## Llista de Secretaris Generals de la CNT

### Fins a laGuerra Civil[1]
| Nom                        | Des de           | Fins             | Seu del SP CN |
| -------------------------- | ---------------- | ---------------- | ------------- |
| Josep Negre                | 1910             | 1911             | Barcelona     |
| Josep Negre                | 1911             | 1914 ¹           | Barcelona     |
| Manuel Andreu              | novembre de 1914 | agost de 1916    | Barcelona     |
| Francisco Jordán           | 1916             | febrer de 1917   | Barcelona     |
| Francisco Miranda ²        | 1917             | juliol de 1918   | Barcelona     |
| Evelio Boal                | -                | març de 1921     | Barcelona     |
| Andreu Nin                 | 1921             | maig de 1921     | Barcelona     |
| Joaquim Maurín             | 1921             | febrer de 1922   | Barcelona     |
| Joan Peiró 3               | 1922             | juliol de 1923   | Barcelona     |
| Paulino Díez Martín 4      | agost de 1923    | març de 1924     | Sevilla       |
| José Gracian Galán ⁵       | 1924             | juny de 1924     | Sevilla ⁶     |
| Desconegut 7               | juny de 1924     | setembre de 1925 | Es desconeix  |
| Avelino González Mallada   | setembre de 1925 | juny de 1926     | Gijón         |
| Segundo Blanco             | 1926             | novembre de 1926 | Gijón         |
| Joan Peiró                 | 1927             | maig de 1929     | Barcelona     |
| Ángel Pestaña              | 1929             | 1929             | Barcelona     |
| Juan López Sánchez         | 1930             | 1930             | Barcelona     |
| Progreso Alfarache 8       | 1930             | 1930             | Barcelona     |
| Ángel Pestaña              | 1930             | març de 1932     | Barcelona     |
| Manuel Rivas               | 1932             | 1933 ⁹           | Barcelona     |
| Miguel Yoldi Beroiz ¹⁰     | 1933             | 1934             | Barcelona     |
| Horacio Martínez Prieto 11 | 1935             | 1936             | Saragossa     |
| Marià Rodríguez i Vázquez  | novembre de 1936 | febrer de 1939   | Madrid        |

1. Entre 1911 i 1914 l'organització fou clandestina, de tal manera que no es pot assegurar que Josep Negre ocupés efectivament el càrrec entre 1913 ' 1914.

2. Substituït per Manuel Buenacasa provisionalment entre agost i novembre de 1917.

3. Alguns consideren que la duració en el càrrec de Joan Peiró acabà a final de 1922 i que d'aleshores a març de 1923 la secretaria general l'ocupà Salvador Seguí.

4. Algunes versions diuen que Manuel Adame podia haver estat secretari general abans que Paulino Díez i que a aquest el va substituir Pedro Vallina.

5. El seu primer cognom també apareix com García i com Gracia.

6. Algunes fonts consideren que ja a final de 1922 el SP CN s'havia establit a Saragossa.

7. En aquesta època es desconeix si va haver secretari general encara que s'aventura la possibilitat que Ángel Pestaña ocupés el càrrec i el SP CN retornés a Barcelona.

8. Substituït circumstancialment per Manuel Sirvent segons unes fonts i per Francisco Martínez segons altres.

9. Segons M. Pérez fins a juny de 1932.

10. Algunes fonts col·loquen Joaquín Ascaso immediatament abans, fins a desembre de 1933.

11. Sembla que dimití després del congrés de Saragossa de 1936 i que fou substituït provisionalment per David Antona i Antonio Moreno a Madrid al llarg de l'estiu, tornant a tenir la secretaria general entre setembre i mitjans de novembre.

### Durant elFranquisme[2]
Durant aquest període la CNT funcionà de forma clandestina a l'interior d'Espanya, actuant també l'organització a l'exili a França. Entre els exiliats hi hagué una escissió que provocà que durant un període hi hagués dos comitès nacionals (confederals) amb els seus corresponents secretaris generals de la CNT a l'exili.

#### A l'interior
| Nom                        | Des de           | Fins a           |
| -------------------------- | ---------------- | ---------------- |
| Esteve Pallarols i Xirgu   | abril de 1939    | novembre de 1939 |
| Manuel López López         | gener de 1940    | juliol de 1940   |
| Celedonio Pérez Bernardo   | juliol de 1940   | febrer de 1941   |
| Eusebio Azañedo Grande     | desembre de 1942 | agost de 1943    |
| Manuel Amil Barciá         | setembre de 1943 | setembre de 1944 |
| Sigfrido Catalá Tineo      | setembre de 1944 | març de 1945     |
| José Expósito Leiva        | maig de 1945     | juliol de 1945   |
| César Broto Villegas       | juliol de 1945   | octubre de 1945  |
| Ángel Morales Vázquez      | novembre de 1945 | març de 1946     |
| Lorenzo Iñigo Granizo      | març de 1946     | abril de 1946    |
| Enric Marco Nadal          | maig de 1946     | abril de 1947    |
| Antonio Ejarque Pina       | maig de 1947     | agost de 1947    |
| Manuel Villar Mingo        | agost de 1947    | novembre de 1947 |
| Antonio Castaños Benavent  | abril de 1948    | juliol de 1949   |
| Miguel Vallejo Sebastián   | juliol de 1949   | juny de 1951     |
| Cipriano Damiano González  | juny de 1951     | juny de 1953     |
| Ginés Camarasa García      | juliol de 1954   | juny de 1956     |
| Ismael Rodríguez Ajax      | octubre de 1960  | octubre de 1961  |
| Francisco Calle Mancilla   | abril de 1962    | febrer de 1964   |
| Cipriano Damiano González  | abril 1964       | abril de 1965    |
| Francisco Royano Fernández | maig de 1965     | setembre de 1968 |

#### A l'exili

##### Abans de l'escissió
| Nom                         | Data d'elecció       | Organisme                 | Localitat            |
| --------------------------- | -------------------- | ------------------------- | -------------------- |
| Marià Rodríguez i Vázquez ¹ | 25 de febrer de 1939 | Consell General del MLE   | París                |
| José Germán González        | juny de 1943         | Ple Nacional (confederal) | Mauriac              |
| Juan Manuel Molina Mateo    | setembre de 1943     | Ple Nacional (confederal) | Tourniac             |
| Francisco Careño            | març de 1944         | Ple Nacional (confederal) | Muret                |
| Juan Manuel Molina Mateo    | octubre de 1944      | Ple Nacional (confederal) | Tolosa de Llenguadoc |
| Germinal Esgleas Jaume      | maig de 1945         | Congrés de París          | París                |

1. Després de la seva mort, ocupa el càrrec Germinal Esgleas Jaume.

##### Escissió

###### Fracció ortodoxa
| Nom                         | Data d'elecció    | Organisme                       | Localitat            |
| --------------------------- | ----------------- | ------------------------------- | -------------------- |
| Germinal Esgleas Jaume      | -                 | -                               | -                    |
| Germinal Esgleas Jaume      | agost de 1946     | Tolosa de Llenguadoc            |                      |
| Josep Peirats Valls         | octubre de 1947   | Congrés de Federacions Locals   | Tolosa de Llenguadoc |
| Pedro Herrera               | abril de 1947     | I Conferència Intercontinental  | -                    |
| Emilio Julio González       | octubre de 1948 ¹ | Congrés de Federacions Locals   | -                    |
| Luis Blanco                 | febrer de 1949    | II Conferència Intercontinental | Tolosa de Llenguadoc |
| Josep Peirats Valls         | maig de 1950      | I Ple Nacional (confederal)     | Tolosa de Llenguadoc |
| Martín Villarupia           | abril de 1951     | II Ple Intercontinental         | Tolosa de Llenguadoc |
| Germinal Esgleas Jaume      | juliol de 1952    | III Ple Intercontinental        | Aymare               |
| Germinal Esgleas Jaume      | juliol de 1953    | IV Ple Intercontinental         | Tolosa de Llenguadoc |
| Germinal Esgleas Jaume      | agost de 1954     | V Ple Intercontinental          | Tolosa de Llenguadoc |
| Germinal Esgleas Jaume      | agost de 1955     | VI Ple Intercontinental         | Tolosa de Llenguadoc |
| Germinal Esgleas Jaume      | juliol de 1956    | VII Ple Intercontinental        | Tolosa de Llenguadoc |
| Germinal Esgleas Jaume      | agost de 1957     | VIII Ple Intercontinental       | Tolosa de Llenguadoc |
| Roque Santamaría Cortiguera | agost de 1958     | IX Ple Intercontinental         | Tolosa de Llenguadoc |
| Roque Santamaría Cortiguera | setembre de 1959  | X Ple Intercontinental          | Vierzon              |
| Roque Santamaría Cortiguera | agost de 1960     | Congrés de Federacions Locals   | Llemotges            |

###### Fracció possibilista
| Nom                      | Data d'elecció   | Organisme                                | Localitat            |
| ------------------------ | ---------------- | ---------------------------------------- | -------------------- |
| Ramón Álvarez Palomo     | novembre de 1945 | Ple de Regionals d'Origen                | Tolosa de Llenguadoc |
| Ramón Álvarez Palomo     | agost de 1946    | Plenària                                 | Tolosa de Llenguadoc |
| Josep Juan i Domènech    | desembre de 1947 | I Ple Nacional (confederal) de Regionals | Tolosa de Llenguadoc |
| Josep Juan i Domènech    | maig de 1948     | Plenària                                 | -                    |
| Josep Juan i Domènech    | febrer de 1949   | II Ple Nacional (confederal)             | -                    |
| Helios Sánchez           | juny de 1950     | III Ple Nacional (confederal)            | -                    |
| Miguel Vallejo Sebastián | juny de 1952     | IV Ple Nacional (confederal)             | -                    |
| Miguel Vallejo Sebastián | març de 1954     | V Ple Nacional (confederal)              | -                    |
| Ramón Liarte Viu         | novembre de 1955 | VI Ple Nacional (confederal)             | -                    |
| Ginés Alonso             | agost de 1957    | VII Ple Nacional (confederal)            | -                    |
| Ginés Alonso             | octubre 1958     | VIII Ple Nacional (confederal)           | -                    |
| Ginés Alonso             | març de 1960     | IX Ple Nacional (confederal)             | Clarmont d'Alvèrnia  |

##### Després de la reunificació
| Nom                         | Data d'elecció  | Organisme                     | Localitat            |
| --------------------------- | --------------- | ----------------------------- | -------------------- |
| Roque Santamaría Cortiguera | agost de 1961   | Congrés de Federacions Locals | Llemotges            |
| Roque Santamaría Cortiguera | agost de 1962   | Ple Intercontinental          | Tolosa de Llenguadoc |
| Germinal Esgleas Jaume      | octubre de 1963 | Congrés de Federacions Locals | Tolosa de Llenguadoc |
| Germinal Esgleas Jaume      | agost de 1965   | Congrés de Federacions Locals | Montpeller           |
| Ferran Alemany              | agost de 1967   | Ple Intercontinental          | Marsella             |
| Germinal Esgleas Jaume      | agost de 1969   | Ple Intercontinental          | Bordeus              |
| Germinal Esgleas Jaume      | agost de 1971   | Ple Intercontinental          | Marsella             |
| Marciano Sigüenza ¹         | agost de 1973   | Pleno Intercontinental        | Marsella             |
| Alejandro Lamela            | agost de 1975   | Congrés de Federacions Locals | Marsella             |

1. Dimití en gener de 1975.

### Des de laTransició
| Nom                      | Des de           | Fins a           | Seu del SP CN            |
| ------------------------ | ---------------- | ---------------- | ------------------------ |
| Juan Gómez Casas         | agost de 1976    | abril de 1978    | Madrid                   |
| Enric Marco i Batlle     | abril de 1978    | desembre de 1979 | Barcelona                |
| José Bondía Román        | desembre de 1979 | gener de 1983    | Madrid                   |
| Antonio Pérez Canales    | 16 gener de 1983 | -                | -                        |
| Fernando Montero         | juliol de 1983   | -                | -                        |
| Juan Gómez Casas         | 1985             | -                | -                        |
| José Luis García Rúa     | març de 1986     | 1990             | Granada                  |
| Vicente Vilanova Cardo   | 1990             | -                | València                 |
| Josep Ros Ponce          | novembre de 1992 | -                | Barcelona                |
| Luis Fernando Barba      | maig de 1995     | desembre de 1995 | Granada                  |
| José Luis Velasco Sanz   | desembre de 1995 | febrer de 1998   | Madrid                   |
| Luis Fuentes             | desembre 1998    | octubre 2000     | Bilbao                   |
| Ana Sigüenza Carbonell   | octubre de 2000  | març de 2003     | Madrid                   |
| Iñaki Gil Uriarte        | abril de 2003    | juliol de 2005   | Vitòria                  |
| Rafael Corrales Valverde | juliol de 2005   | juliol de 2007   | Sevilla                  |
| Fidel Manrique           | juliol de 2007   | desembre de 2010 | Torrelavega              |
| Alfonso Álvarez          | desembre de 2010 | abril de 2013    | Còrdova                  |
| Pedro Serna              | abril de 2013    | abril de 2015    | Valladolid               |
| Martín Paradelo          | abril de 2015    | juliol de 2017   | Santiago de Compostel·la |
| Enrique Hoz              | juliol de 2017   | 2019             | Bilbao                   |
| Miguel Garcia            | 2019             | actualitat       | Lebrija                  |

1. Dimití en desembre de 1948.